# NGC 671
NGC 671 је спирална галаксија у сазвежђу Ован која се налази на NGC листи објеката дубоког неба.
Деклинација објекта је + 13° 7' 31" а ректасцензија 1h 46m 59,1s. Привидна величина (магнитуда) објекта NGC 671 износи 13,3 а фотографска магнитуда 14,2. NGC 671 је још познат и под ознакама UGC 1247, MCG 2-5-29, CGCG 437-27, IRAS 01443+1252, PGC 6546.